# Ōbaku no sanpitsu
Le nom Ōbaku no sanpitsu (黄檗三筆) désigne un groupe de trois célèbres calligraphes chinois qui vivent au Japon :
- Ingen Ryūki, 隱元隆琦 (1592-1673)
- Mokuan Shōtō (de), 木庵性瑫 (1611-1684)
- Sokuhi Nyoitsu, 即非如一 (1616-1671)

Ils sont tous liés à l'école Ōbaku du bouddhisme zen. Le sanseki et le sanpitsu sont deux autres groupes semblables de calligraphes renommés.